# Закусили
Закуси́ли — село в Україні, у Народицькій селищній територіальній громаді Коростенського району Житомирської області. Населення становить 295 осіб (2001).

## Історія
Відоме з XVII ст. Назва походить від прізвища власників цього села — шляхтичів Закусилів, документ на підтвердження їх шляхетських прав і володінь на ці землі, де пізніше виникло село Закусили, датується 1560 роком[джерело?].
Станом на 1885 рік у колишньому власницькому селі Народицької волості Овруцького повіту Волинської губернії мешкало 124 особи, налічувалось 8 дворових господарств, існували православна церква та постоялий будинок.
За переписом 1897 року кількість мешканців зросла до 643 осіб (331 чоловічої статі та 312 — жіночої), з яких 610 — православної віри.
До 6 серпня 2015 року — адміністративний центр Закусилівської сільської ради Народицького району Житомирської області.

## Відомі люди
- Кобилінський Микола Андрійович (1944—1989) — український фізик.